# Драйден (лунный кратер)
Кратер Драйден (лат. Dryden) — останки древнего ударного кратера в южном полушарии обратной стороны Луны. Название присвоено в честь американского ученого в области аэронавтики Хью Драйдена (1898—1965) и утверждено Международным астрономическим союзом в 1970 г. Образование кратера относится к позднеимбрийскому периоду.

## Описание кратера

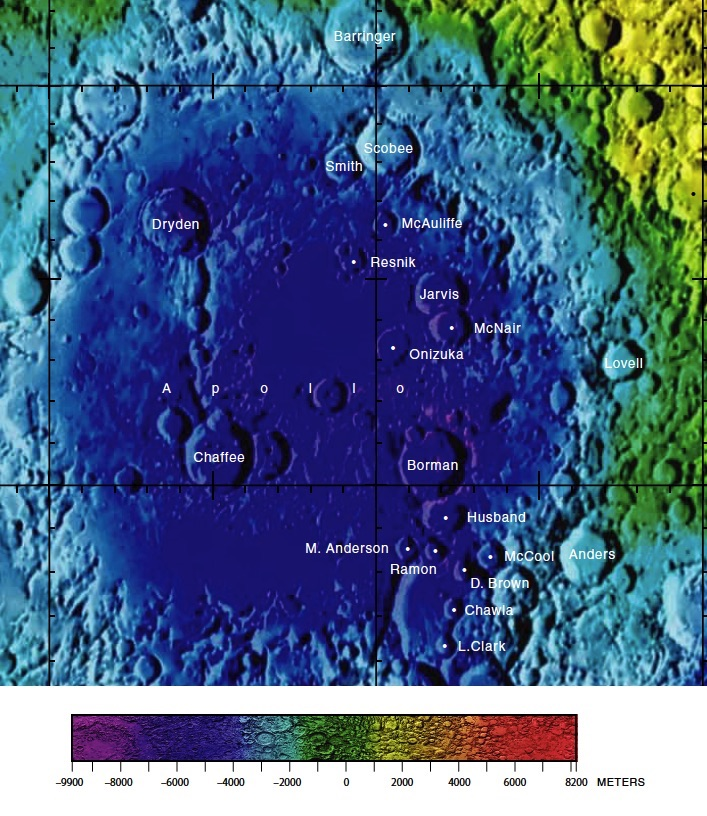
Окрестности кратера Драйден. Фрагмент карты обратной стороны Луны.

Кратер Драйден примыкает к северо-западной части внутреннего вала кратера гигантского кратера Аполлон. Другими его ближайшими соседями являются огромный кратер Оппенгеймер на западе; кратер Барринджер на северо-востоке; кратеры Смит, Мак-Олифф и Резник на востоке; кратер Онизука на юго-востоке и кратер Чаффи на юге. Селенографические координаты центра кратера 33°13′ ю. ш. 156°09′ з. д. / 33,21° ю. ш. 156,15° з. д., диаметр 54,5 км, глубина 2,4 км.
Кратер имеет полигональную форму видимо обусловленную влиянием вала кратера Аполлон, в восточной-северо-восточной части имеется небольшая впадина, к южной части примыкает хребет являющийся частью внутреннего вала кратера Аполлон. Вал кратера Драйден с острой кромкой, незначительно разрушен. Внутренний склон вала имеет следы террасовидной структуры, у его подножия по всему периметру находятся осыпи пород. Высота юго-западной части вала над окружающей местностью достигает 1130 м , объем кратера составляет приблизительно 2 100 км³. Дно чаши кратера сравнительно ровное, за исключением пересеченной юго-восточной части. Массивный центральный пик несколько смещен к северу от центра чаши.

## Сателлитные кратеры
| Драйден | Координаты                                              | Диаметр, км |
| ------- | ------------------------------------------------------- | ----------- |
| S       | 33°58′ ю. ш. 158°59′ з. д. / 33,97° ю. ш. 158,99° з. д. | 34,5        |
| T       | 32°57′ ю. ш. 158°50′ з. д. / 32,95° ю. ш. 158,83° з. д. | 34,8        |
| W       | 31°33′ ю. ш. 158°35′ з. д. / 31,55° ю. ш. 158,58° з. д. | 19,1        |

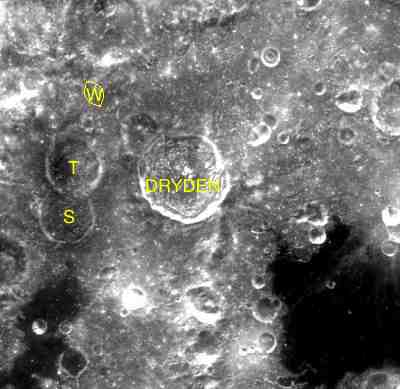
Экранный снимок программы Map-A-Planet.

- Образование сателлитных кратеров Драйден S, T и W относится к нектарскому периоду[1].

## См.также
- Список кратеров на Луне
- Лунный кратер
- Морфологический каталог кратеров Луны
- Планетная номенклатура
- Селенография
- Минералогия Луны
- Геология Луны
- Поздняя тяжёлая бомбардировка